# Didier Ollé-Nicolle
Pour les articles homonymes, voir Ollé-Nicolle.
Didier Ollé-Nicolle est un footballeur français, devenu entraîneur et consultant, né le 2 septembre 1961 à Belley (Ain).

## Biographie

### Carrière de footballeur
Après avoir débuté à Auray (Morbihan), où il est international scolaire, il a évolué comme défenseur à Angers (D2 puis D3) et Chambéry (D4). Il termine sa carrière comme entraîneur-joueur à Raon-l'Étape (Vosges).
Il a conduit Raon-l'Étape de la Promotion d'Honneur au National de 1991 à 2000 (avec notamment une belle 8e place en 1998-99), avant de diriger de 2000 à 2003 Valenciennes. Après la relégation en CFA en 2001, il fait remonter le club en National l'année suivante. Pendant son passage dans le club du Hainaut, il se fait surnommer par l'acronyme « DON ».
Il rejoint ensuite le Nîmes Olympique en National, et atteint les demi-finales de la Coupe de France 2005 après avoir éliminé quatre formations de Ligue 1 (AS Saint-Étienne, AC Ajaccio, OGC Nice et FC Sochaux, battu en demi-finale par l'AJ Auxerre 2-1). Il n'arrive cependant pas à jouer l'accession en Ligue 2.
Cette épopée lui ouvre les portes de La Berrichonne de Châteauroux, son premier club professionnel. Après un bon début de saison, il est remercié quelques mois plus tard, en mars 2006 après une très mauvaise série de son équipe liée à des problèmes internes. À partir de juillet 2006, il entraîne le Clermont Foot qu'il fait remonter en Ligue 2, avec un titre de champion de France de National 2007 (records de points, victoires, buts marqués, invincibilité (27 matchs)). En raison de ce titre et de l'excellent parcours effectué en Ligue 2 à la trêve hivernale (troisième place), Didier Ollé-Nicolle est récompensé par le magazine France Football, devenant le lauréat du meilleur entraîneur de Ligue 2 2007. En mai 2008, il est nommé aux Trophées UNFP, pour le titre de meilleur entraîneur de Ligue 2 de la saison 2007/2008.
Il est recruté par l'OGC Nice, club de Ligue 1, pour remplacer Frédéric Antonetti à partir de la saison 2009-2010. Le 9 mars 2010 alors que l'équipe est 17e du championnat, il est démis de ses fonctions et remplacé par Éric Roy.
Le 2 septembre 2010, il est recruté par le club suisse de Neuchâtel Xamax afin de succéder à Jean-Michel Aeby démis de ses fonctions une semaine auparavant. Il quitte le club à la fin de la saison, juste après la revente du club par Silvio Bernasconi à un homme d'affaires russe.
Le 24 mai 2012, il s'engage officiellement pour 3 ans au FC Rouen, club de National, et aura pour objectif une montée en Ligue 2. À la fin de la saison 2012-2013, il réussit à emmener sportivement le club en Ligue 2. Ce dernier se voit refuser l'accession après une sanction de la DNCG (trois points en moins) : le FCR finira finalement à la cinquième place du championnat de National. Quelques semaines plus tard, le club rouennais se voit dans l'obligation de déposer le bilan après une rétrogradation administrative en division d'honneur, le 8 août 2013. Didier Ollé-Nicolle quitte le club, mais proposera des séances d'entraînement pour accompagner les joueurs et les aider à trouver un club.
Le 15 mars 2014, il s'engage avec la sélection du Bénin. Il prend ses fonctions en mai de la même année. Le 18 novembre 2014, Didier Ollé-Nicolle est démis de ses fonctions de sélectionneur de l'équipe du Bénin. Il paie les mauvais résultats des Écureuils et notamment la lourde défaite face au Maroc le jeudi 13 novembre 2014 à Agadir (6-1).
Le 23 mars 2015, il succède à Damien Ott à la tête de Colmar, alors onzième de National. Il s'engage jusqu'à la fin de la saison avec une année en option.
Le 28 décembre 2016, il succède à Olivier Frapolli à la tête de l'US Orléans, dernier de Ligue 2, pour tenter d'éviter la relégation. Le 28 mai 2017, il sauve le club de la descente en National par une victoire 1-0 contre le Paris FC au stade de la Source. Le 16 février 2020, il est démis de ses fonctions d'entraîneur en raison de la mauvaise situation au classement (20e, à 6 points de la place de barragiste et 8 du premier non-relégable).
Le 1er juin 2020, il succède à Réginald Ray à la tête du Mans FC. L'objectif fixé par le club est la remontée en Ligue 2 à l'issue de la saison 2020-2021. Malgré cinq succès enregistrés lors des sept dernières rencontres de championnat, l'équipe échoue à la 4e place, à 3 points du barragiste, le FC Villefranche Beaujolais. Le club annonce le 17 mai la fin de leur collaboration.
Le 6 juillet 2021, Didier Ollé-Nicolle est nommé entraîneur du PSG féminin. En mai 2022, la journaliste Tiffany Henne révèle que le PSG cherche à se débarrasser de son entraîneur : il aurait insulté plusieurs joueuses, aurait harcelé une joueuse et lui aurait touché les fesses. La joueuse était alors mineure. France Bleu Paris indique qu'à l'issue d'une enquête interne, le PSG a décidé de mettre son entraîneur en disponibilité. Une information judiciaire pour « agression sexuelle par personne ayant autorité » est ouverte par le parquet. Ollé-Nicolle est ensuite blanchi, ces accusations semblant montées de toutes pièces par des tierces personnes dans un contexte de menace et de chantage. En mars 2023, César Mavacala est mis en examen pour « extorsion en bande organisée ». Il est accusé d'avoir utilisé la contrainte et des menaces, pour obtenir la fin de contrat de Didier Ollé-Nicolle et un nouveau contrat de trois ans pour Marie-Antoinette Katoto.
En 2023, Didier Ollé-Nicolle est consultant pour Canal+.

## Carrière de joueur
- 1968-1977 : Auray
- 1979-1984 : SCO Angers
- 1984-1991 : SO Chambéry Foot

## Carrière d'entraîneur
- 1991-2000 : Union Sportive Raonnaise (entraîneur-joueur)
- 2000-2003 : Valenciennes FC
- 2003-2005 : Nîmes Olympique
- 2005-2006 : LB Châteauroux
- 2006-2009 : Clermont Foot
- 2009-mars 2010 : OGC Nice
- septembre 2010 - mai 2011 : Neuchâtel Xamax FC
- juillet 2011 - novembre 2011 : Apollon Limassol F.C
- novembre 2011-février 2012 : USM Alger
- juin 2012-août 2013 : FC Rouen
- mars 2014-novembre 2014 : Bénin
- mars 2015-juin 2016 : SR Colmar[17],[18]
- décembre 2016-février 2020 : US Orléans
- juin 2020-mai 2021 : Le Mans FC
- juillet 2021 - mai 2022 : Paris SG F

## Palmarès d'entraîneur
- Champion de France de National en 2007 avec le Clermont Foot
- Demi-finaliste de la Coupe de France en 2005 avec le Nîmes Olympique
- Élu meilleur entraîneur de Ligue 2 en 2007 (récompense France Football)
- Nomination aux Trophées UNFP du Meilleur entraîneur de Ligue 2 lors de la saison 2007/2008